# استن (مسلسل)

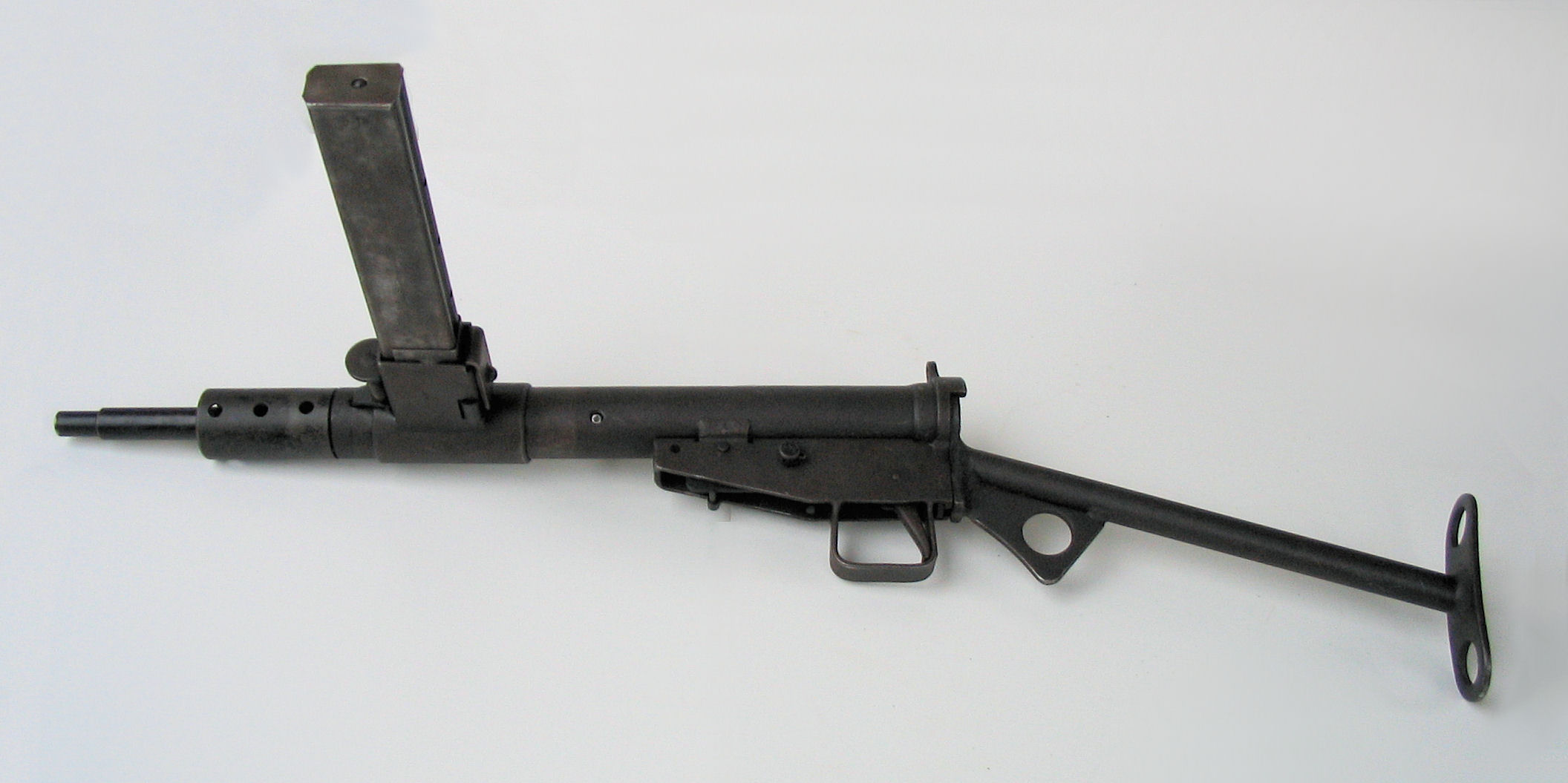
استن مدل ام‌کی۲

استِن (به انگلیسی: Sten) نام خانواده‌ای از مسلسل‌های دستی ۹ میلی‌متری بریتانیایی بود که نیروهای مسلح این کشور و کشورهای همسود به گونه‌ای گسترده در دو جنگ جهانی دوم و جنگ کره از آن بهره‌می‌بردند. این اسلحه به دلیل طراحی ساده و هزینهٔ اندک تولید مورد توجه گروه‌های شورشی و دسته‌های مقاومت بود.
نام STEN مخفف نام سازندگان این اسلحه؛ سرگرد رینالد شفر (Shepherd) و هارولد ترپین (Turpin) به همراه پسوند EN از دو حرف نخست انفیلد جایگاه کارخانه پادشاهی جنگ‌افزارهای کوچک بود. بیش از چهار میلیون قبضه از این جنگ‌افزار در خلال دههٔ ۱۹۴۰ میلادی ساخته‌شد.
استن از ۱۹۴۱ تا دههٔ ۱۹۶۰ در خدمت نیروهای مسلح بریتانیا بود و در جنگ‌های جهانی دوم، دومین جنگ چین و ژاپن، انقلاب اندونزی، جنگ کره، بحران سوئز، شورش مائو مائو، جنگ اعراب و اسرائیل (۱۹۴۸)، جنگ چین و هند، جنگ ویتنام، جنگ‌های هند و پاکستان، لشکرکشی مرزی ارتش جمهوری‌خواه ایرلند به خدمت گرفته‌شد.

## ویژگی‌ها
وزن مدل ام‌کی۲ این مسلسل دستی ۳٫۲ کیلوگرم و درازایش ۷۶۰ میلی‌متر می‌باشد. نرخ آتشش ۵۰۰ گلوله در دقیقه و برد مؤثرش ۱۰۰ متر است. خشاب آن گنجایش ۳۲ فشنگ را داراست.

## نگارخانه

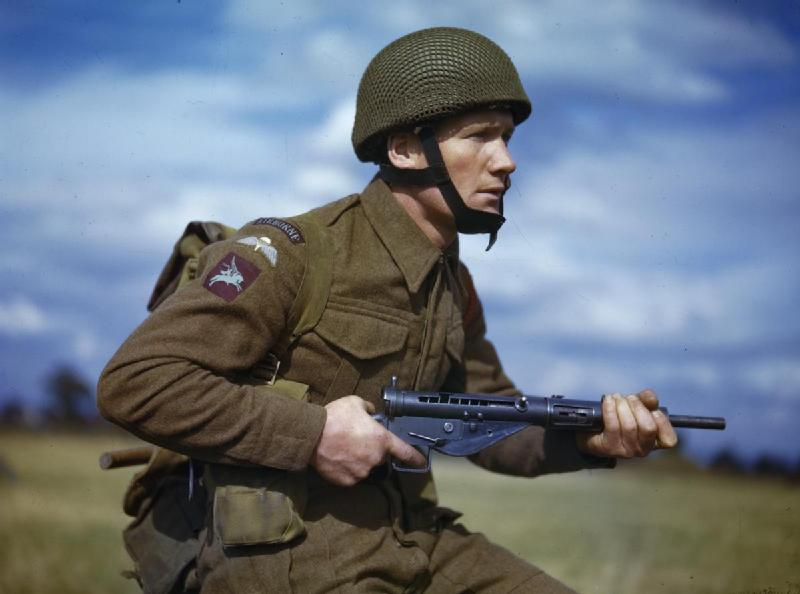
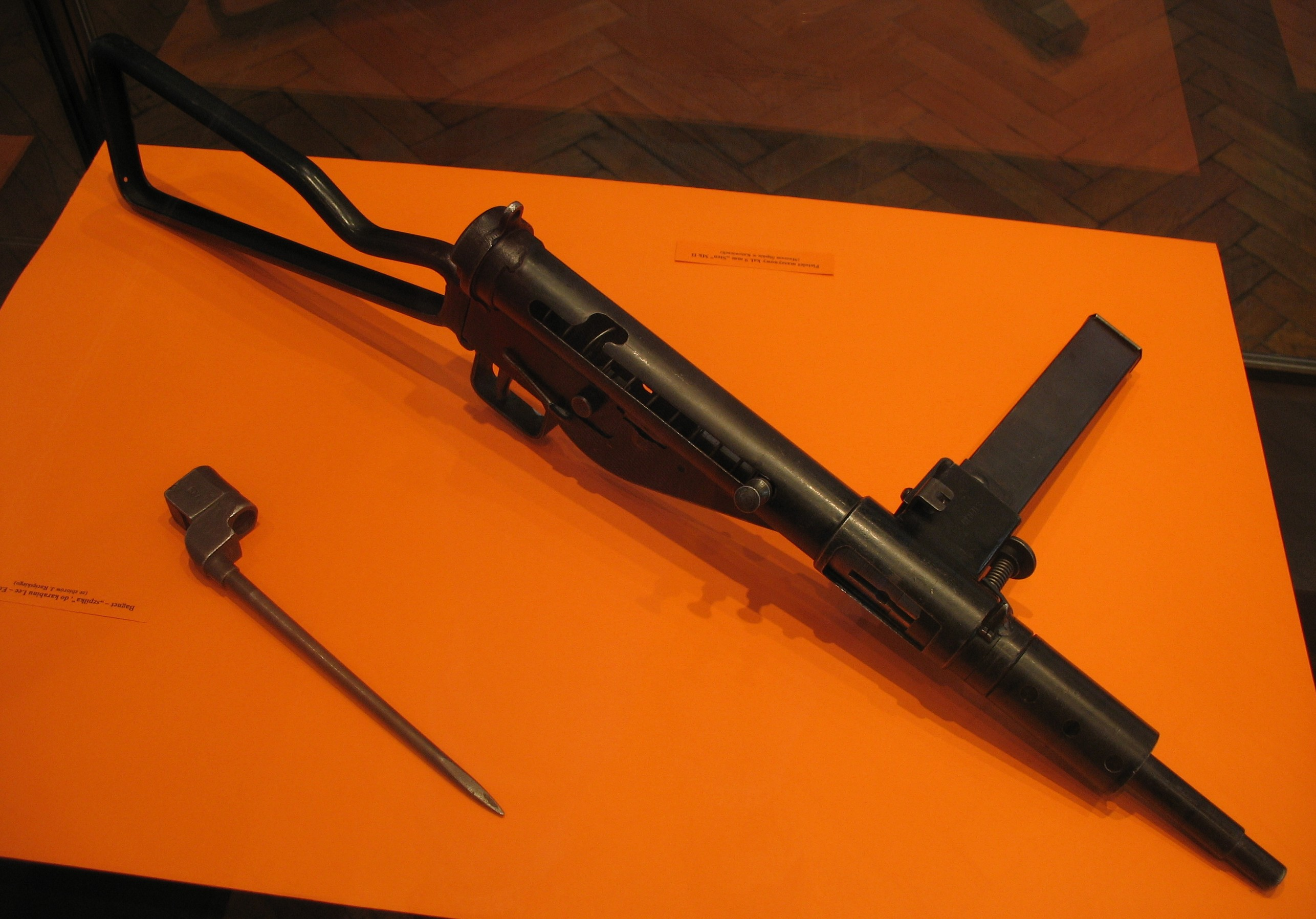
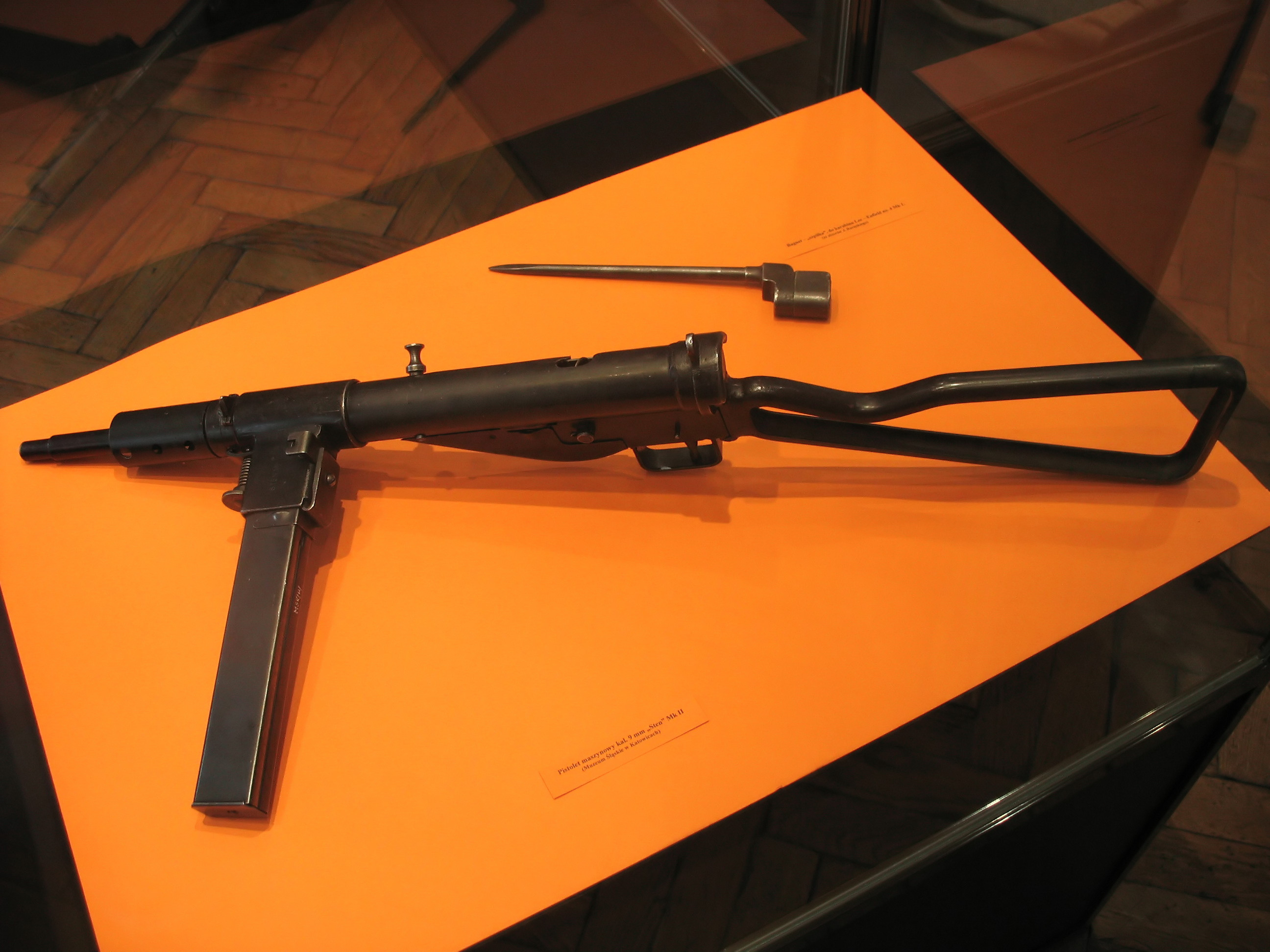
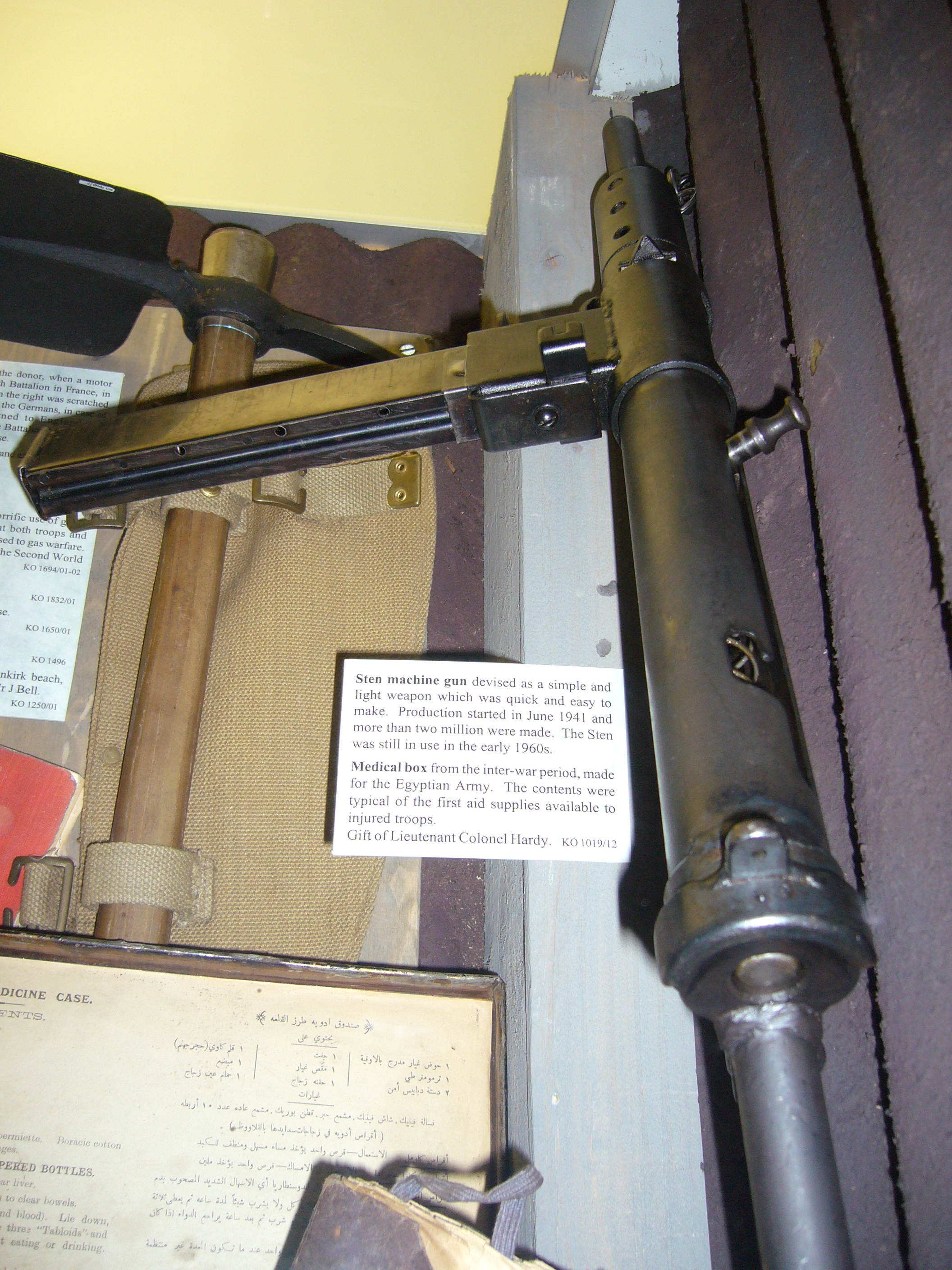
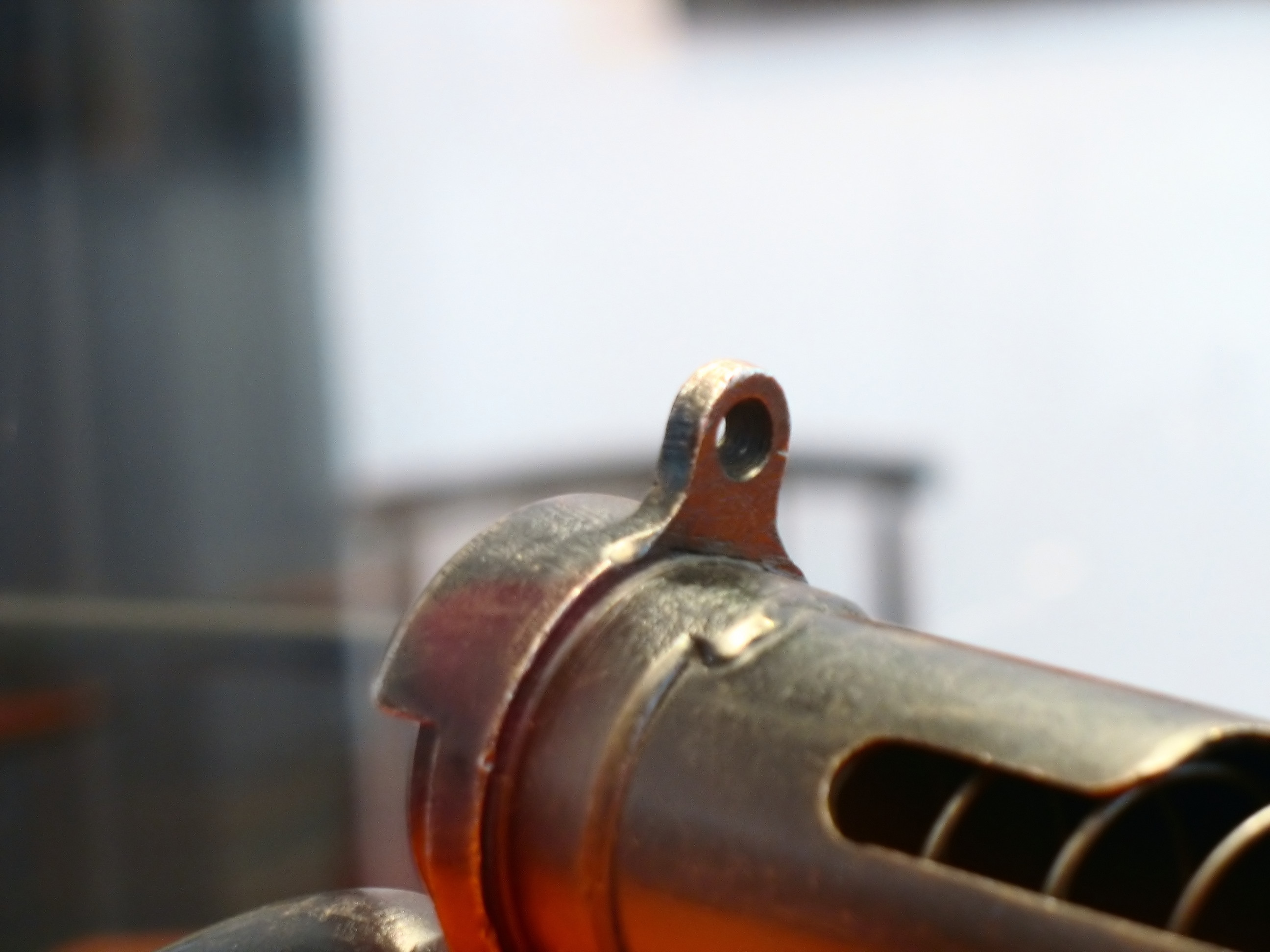
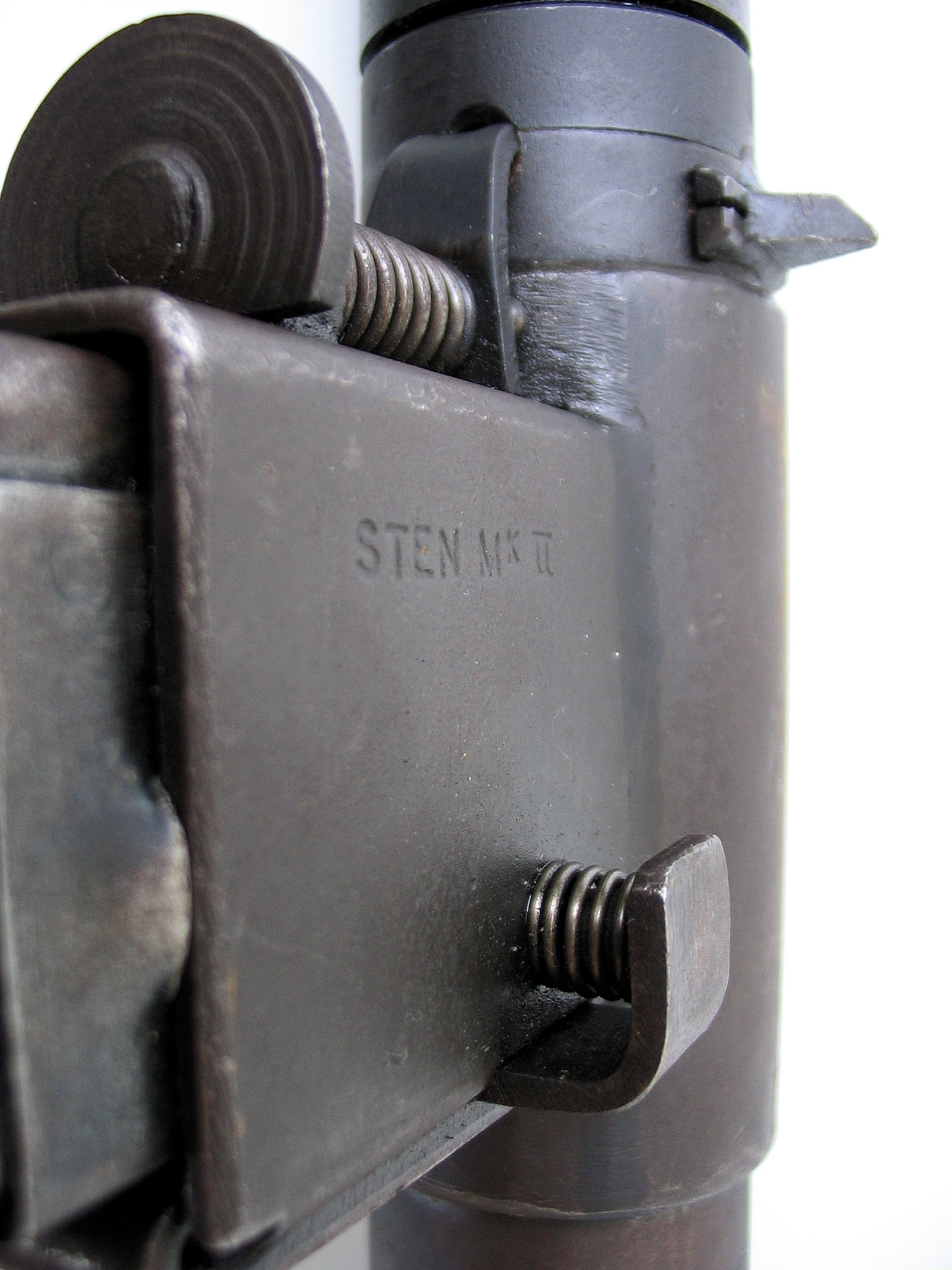
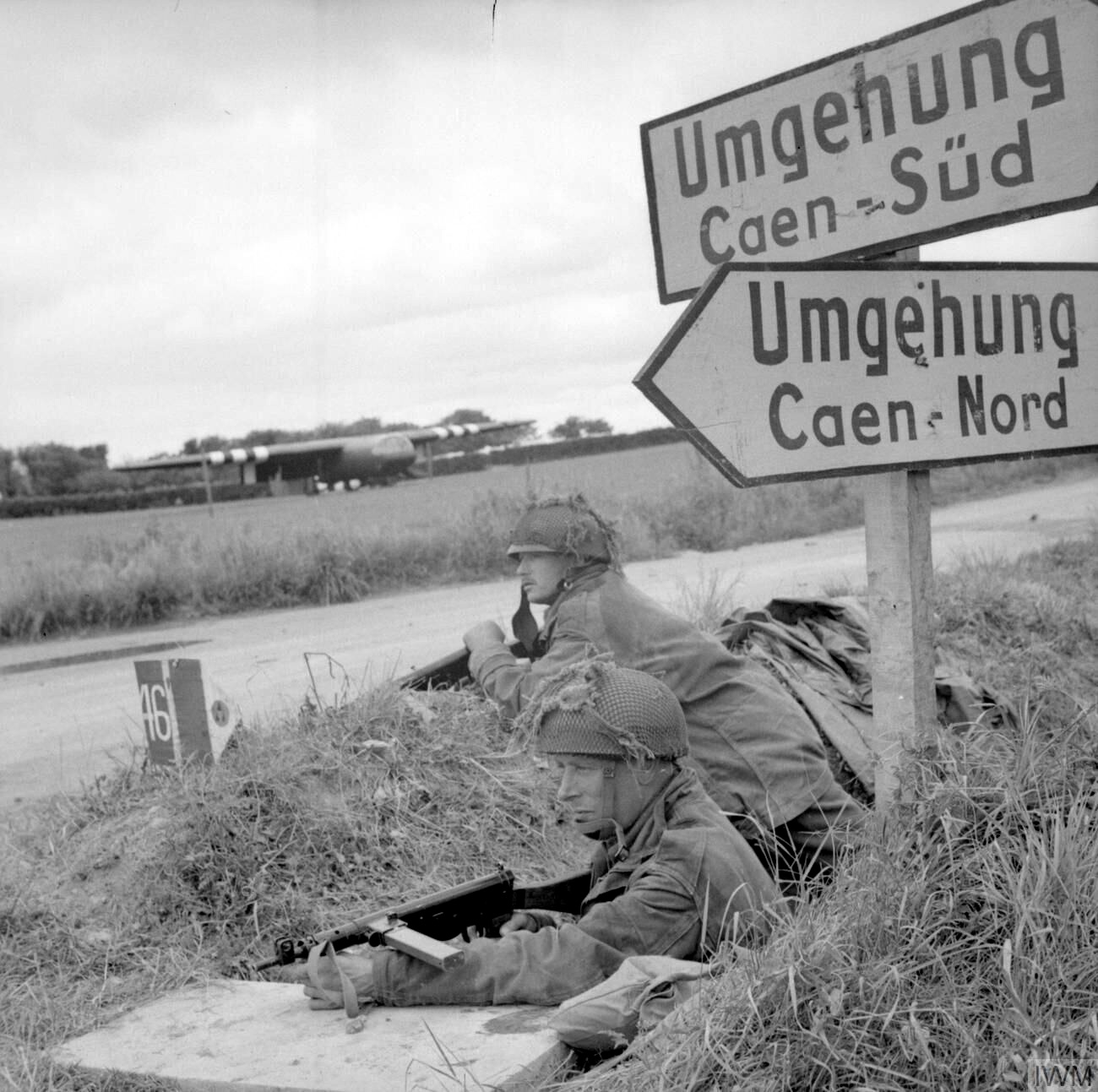
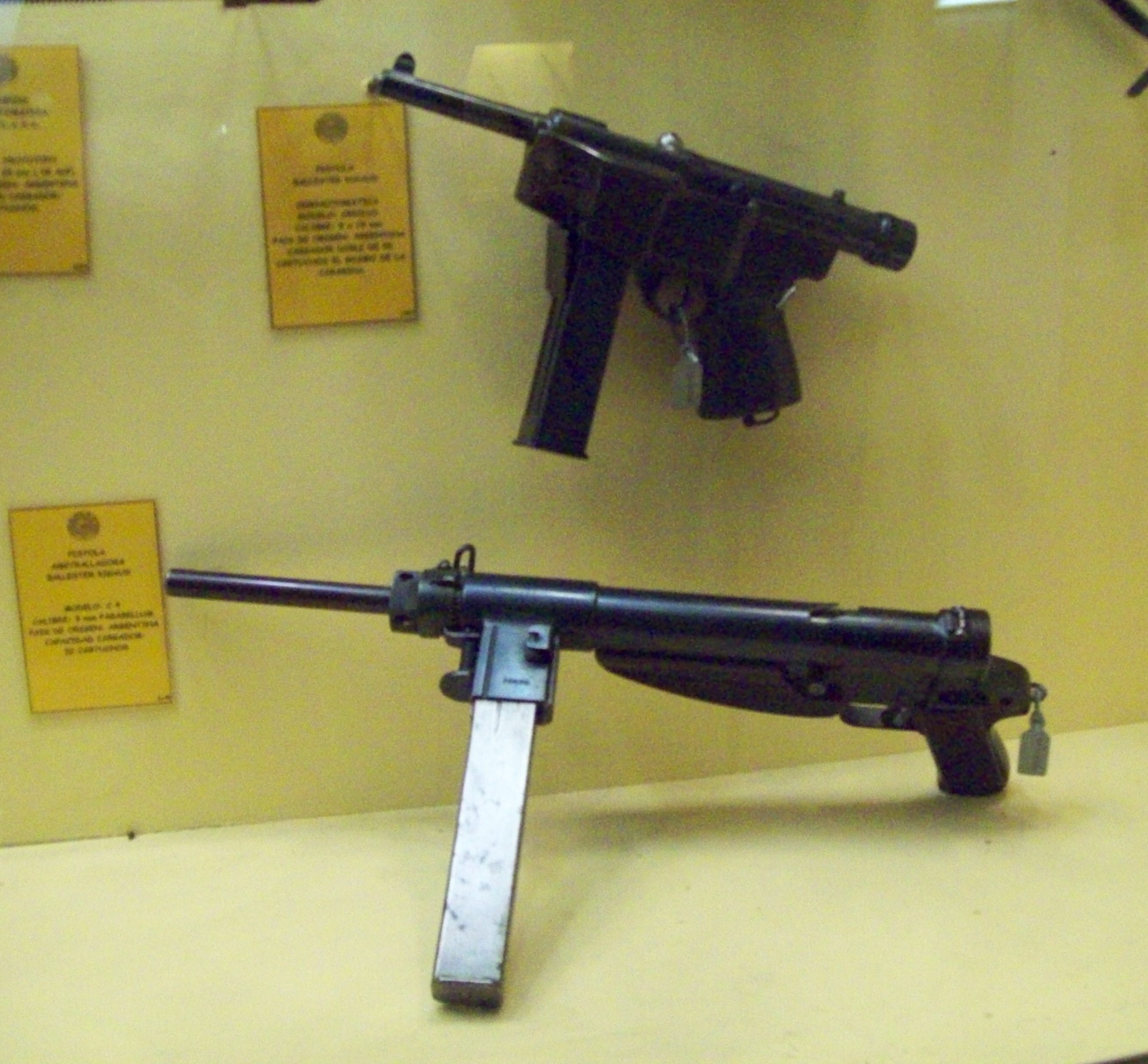
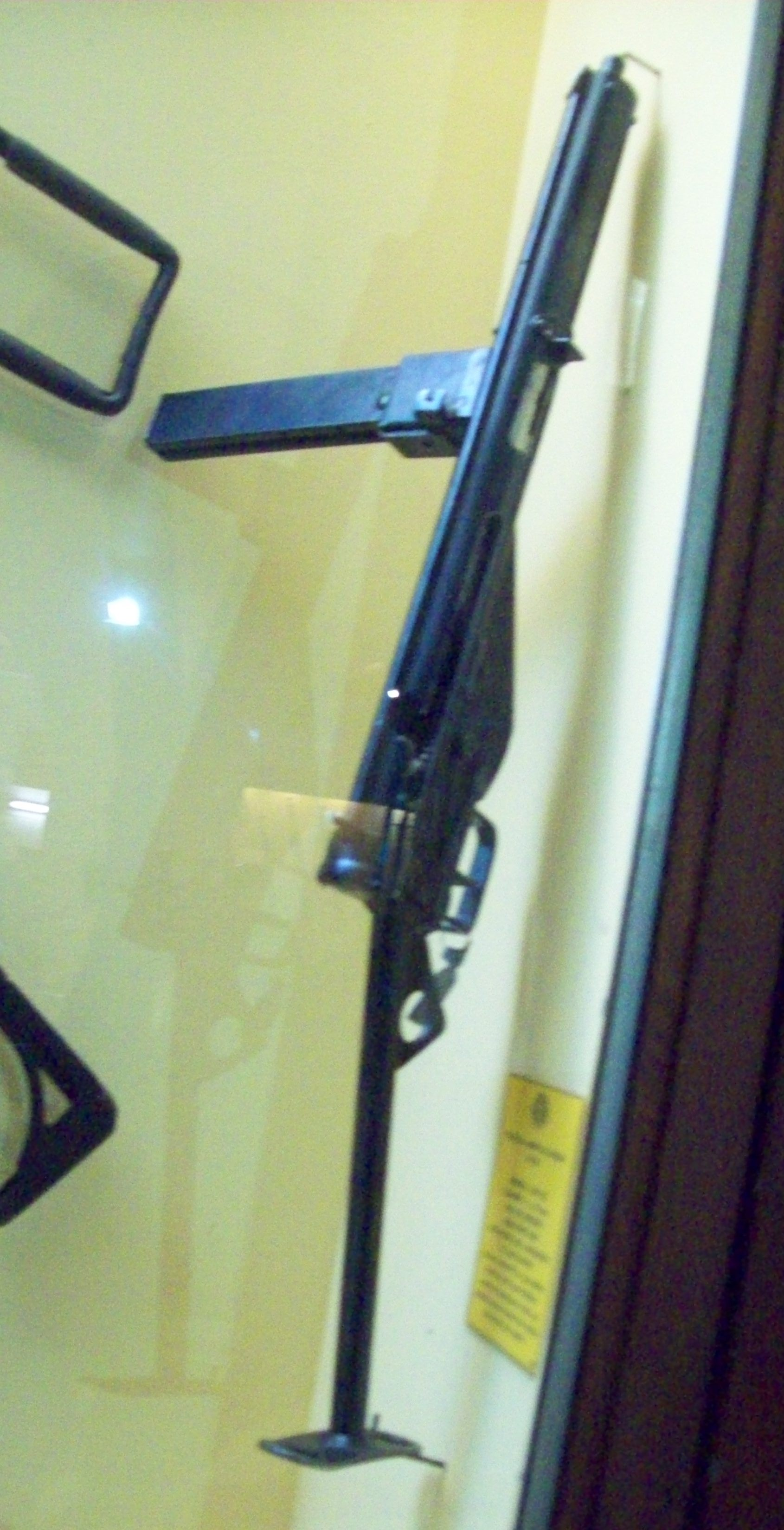
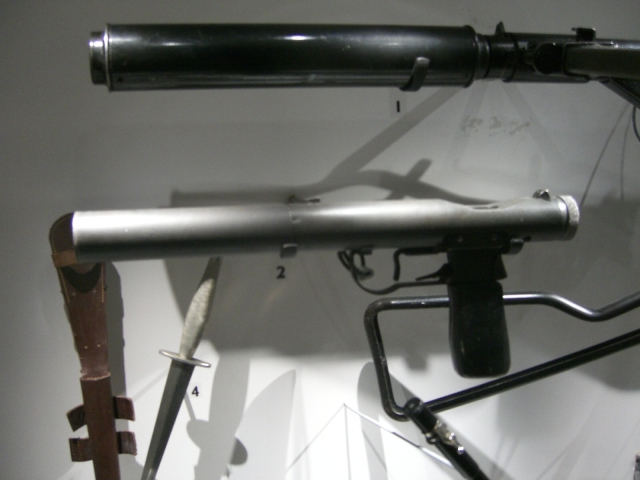
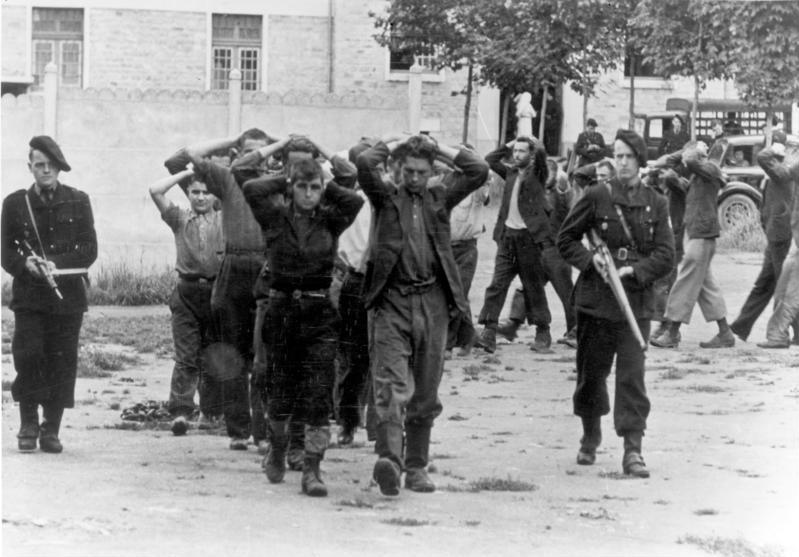
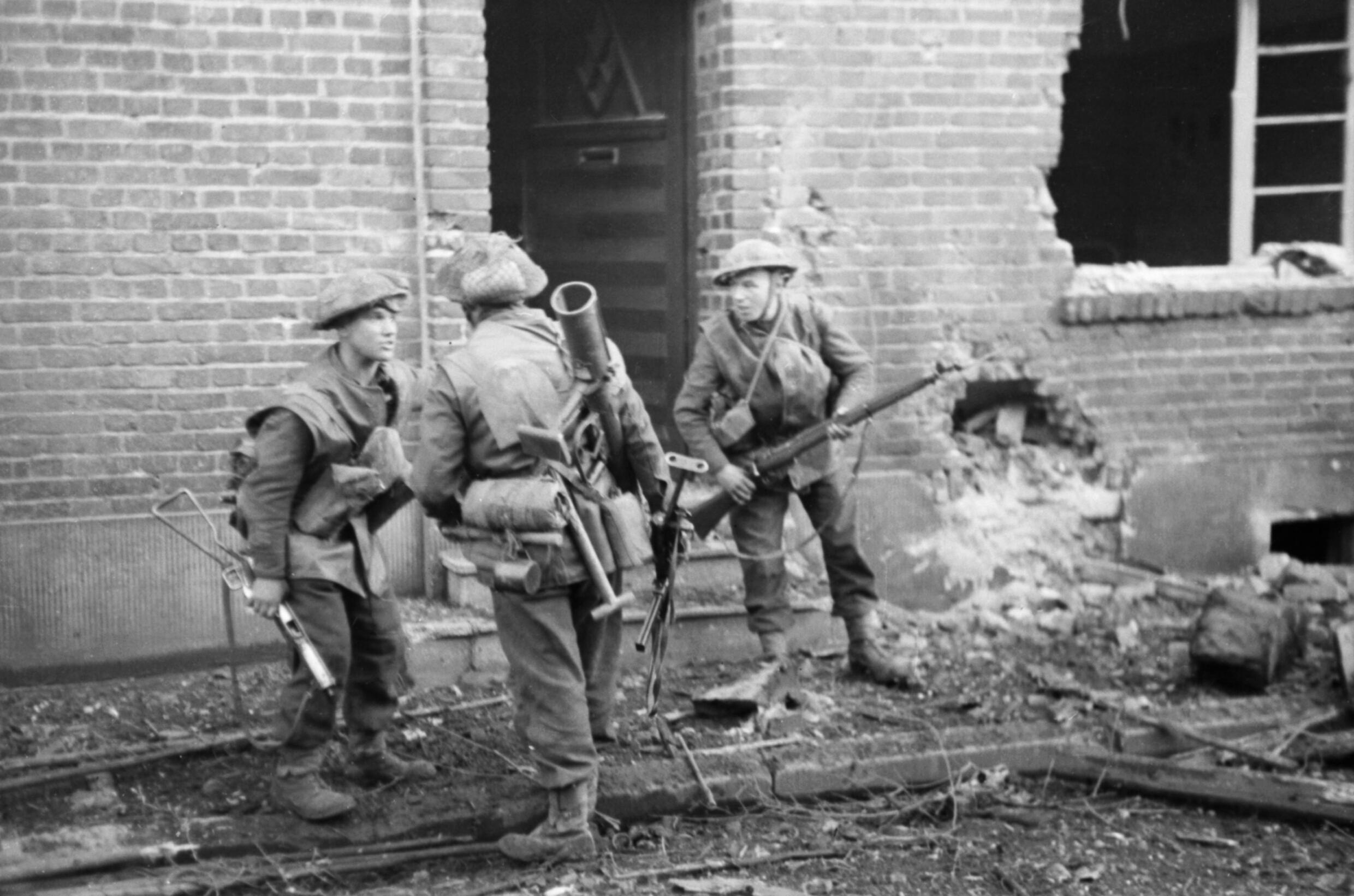
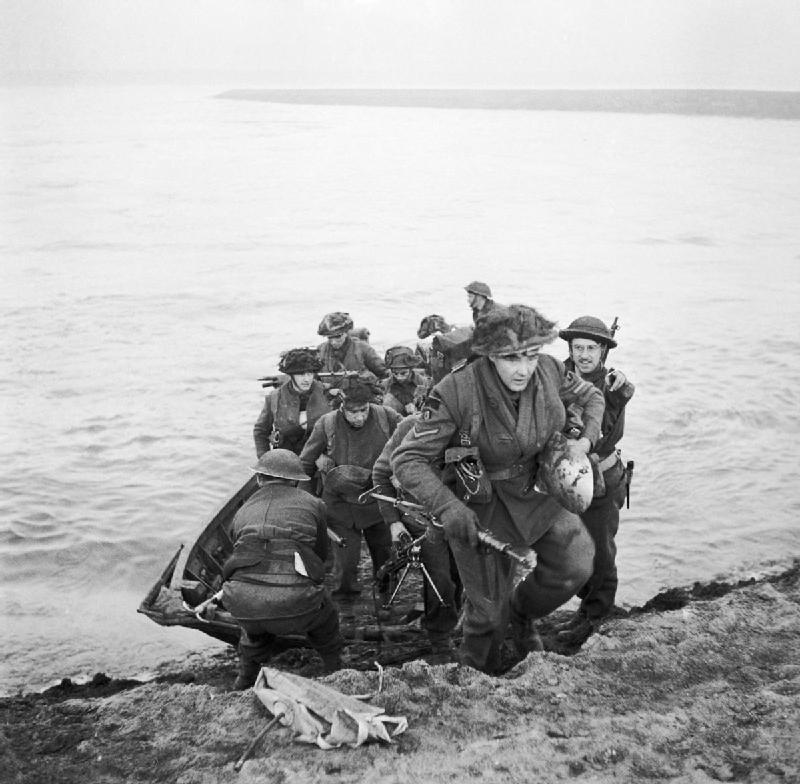
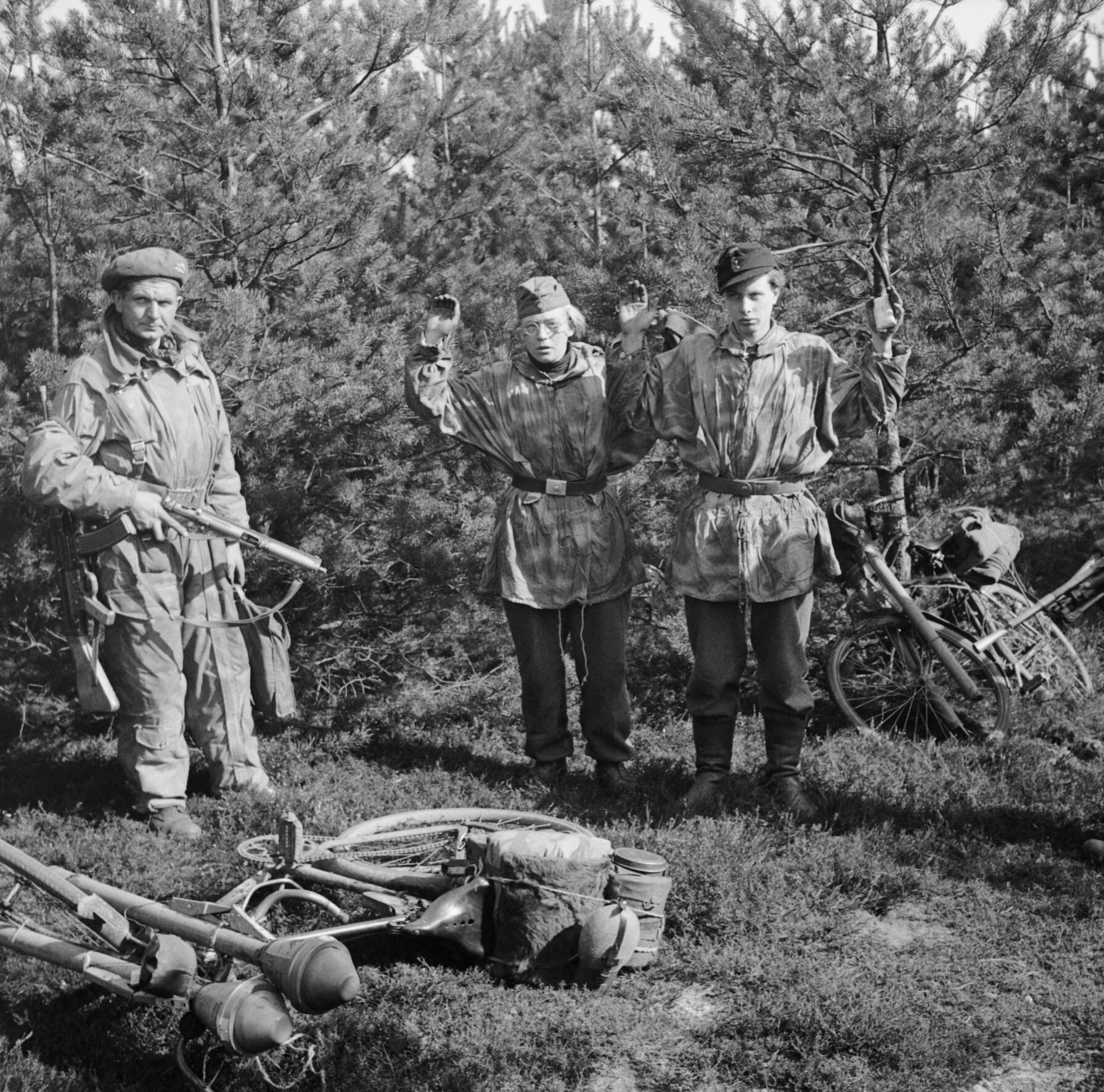
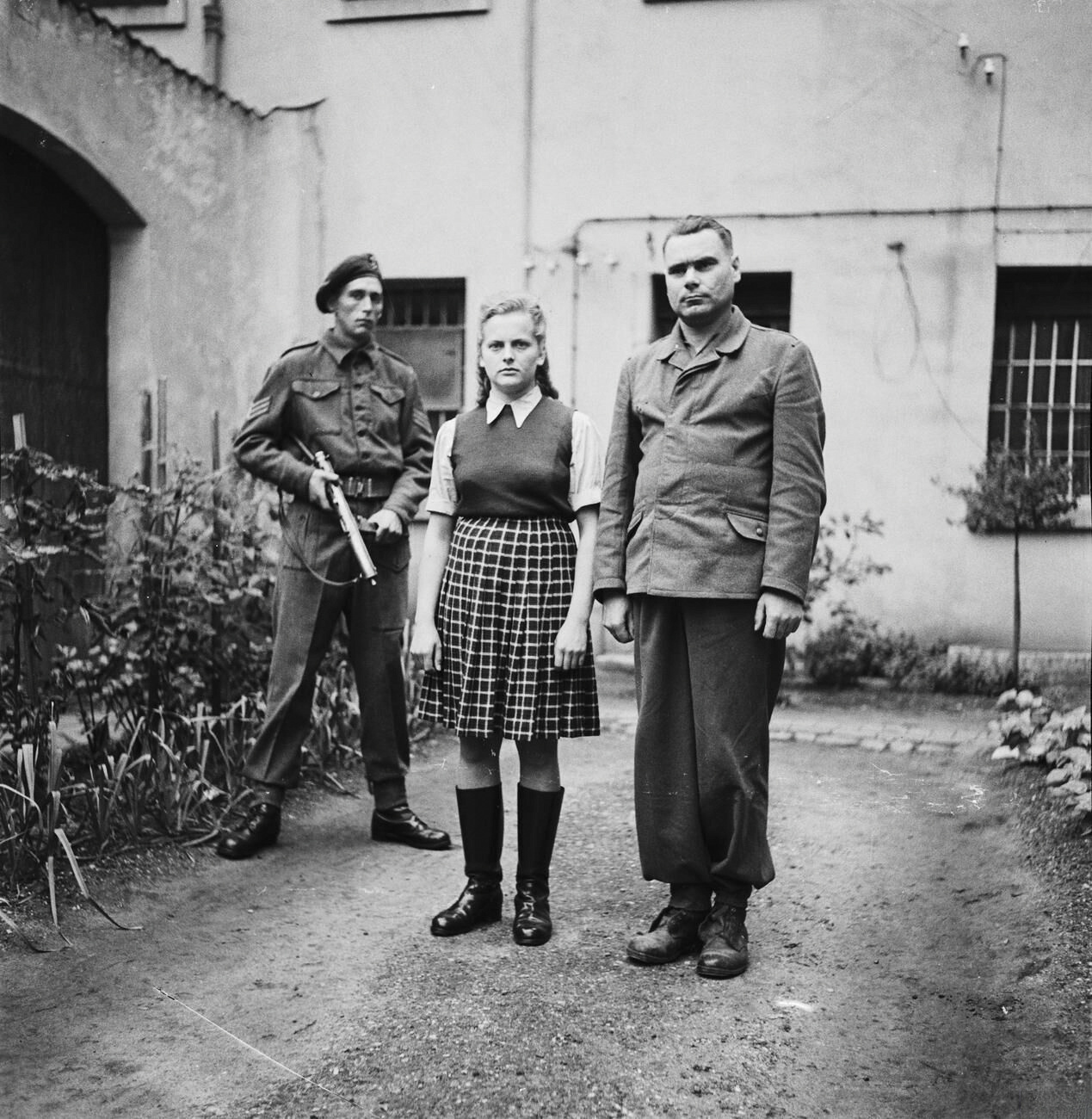
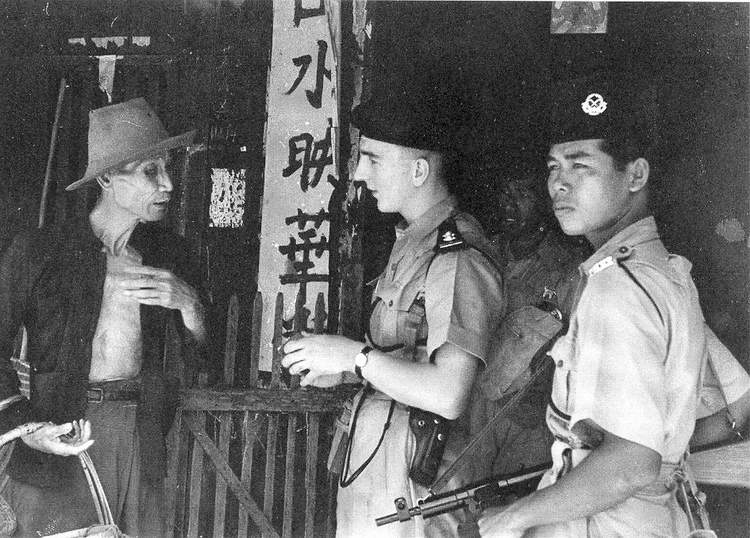
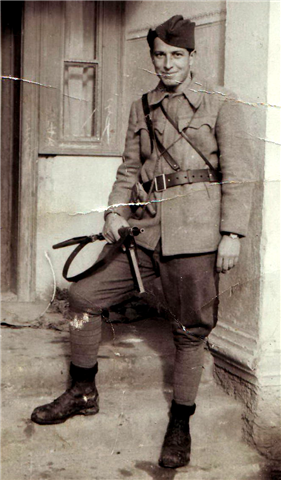
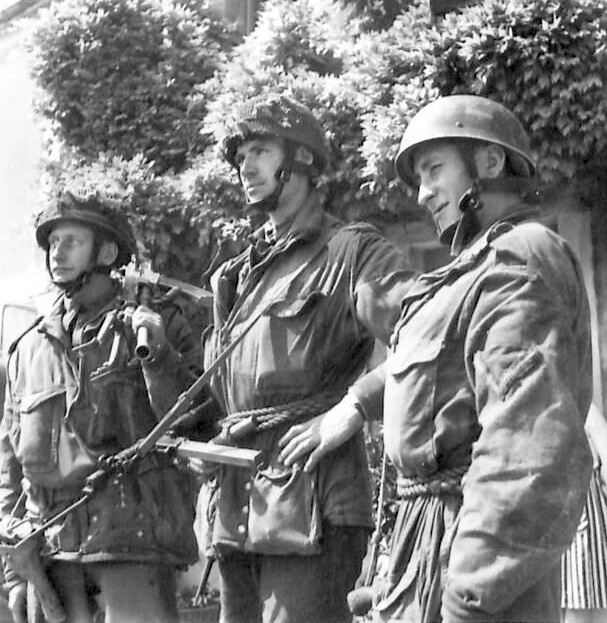

## به‌کارگیرندگان
- آفریقای جنوبی
- آلمان نازی
- استرالیا
- اسرائیل
- اندونزی
- ایالات متحده آمریکا
- ایتالیا
- بریتانیا
- بلژیک
- بنگلادش
- پاکستان
- پرتغال
- تایوان
- ترکیه
- چین
- رودزیا
- نیوزیلند
- ژاپن
- سری‌لانکا
- فرانسه
- فنلاند
- فیلیپین
- کانادا
- کنیا
- لوکزامبورگ
- لهستان
- مالزی
- نروژ

```
ویتنام جنوبی
```

- هلند
- هند
- جمهوری فدرال سوسیالیستی یوگسلاوی